# Asprières
Asprières é uma comuna francesa na região administrativa de Occitânia, no departamento de Aveyron. Estende-se por uma área de 17,09 km². Em 2010 a comuna tinha 748 habitantes (densidade: 43,8 hab./km²).